# Påskfrid
Påskfrid (äldre stavning paska friþ) beskrivs i  den medeltida östgötalagens kristendomsbalk  (kristnu balkær), flock 22
Under påskfriden skedde en förhöjning av bötesbeloppet för dråp eller mord. 
Det normala bötesbeloppet för dråp var 26,7 mark varav hälften gick till kungen och hälften till häradet. Under påsk liksom under julhelgen och pingsthelgen, lades ytterligare 3 mark ovanpå detta, som tillföll biskopen, eftersom dråpet begicks under en kristen helg.
Ofta betydde friden även att man under den tid frid rådde var fri från lagsökningar det vill säga inte kunde delges till exempel av en stämningsansökan.
Påskfriden varade från dymmelonsdagen till påskdagens afton eller på somliga orter till åtta dagar efter påsk.